# Silberner Riesengalago
Der Silberne Riesengalago (Otolemur monteiri) ist eine Primatenart aus der Familie der Galagos (Galagonidae). Es ist umstritten, ob er eine eigenständige Art oder eine Unterart des Großohr-Riesengalagos ist.

## Merkmale
Silberne Riesengalagos ähneln den Großohr-Riesengalagos, unterscheiden sich aber in der namensgebenden Fellfärbung und in der Morphologie des Penis. Bei der westlichen Unterart O. m. monteiri ist das Fell an der Oberseite silbergrau und am Bauch gelblich-weiß, die östliche Unterart O. m. argentatus ist etwas dunkler, die Pfoten sind schwarz und der Schwanz oft weißlich. Bei dieser Unterart sind Schwärzlinge häufig. Das Fell dieser Tiere ist dicht und wollig, der Schwanz sehr buschig und länger als der Körper. Der Kopf weist wie bei allen Galagos große Augen und Ohren auf.

## Verbreitung und Lebensraum
Silberne Riesengalagos sind in Afrika beheimatet, ihr Verbreitungsgebiet erstreckt sich von Angola bis Kenia und Tansania. Die genauen Ausmaße des Verbreitungsgebietes sind aber, auch aufgrund der unklaren Abgrenzung gegenüber dem Großohr-Riesengalago, unklar. Lebensraum dieser Tiere sind vorwiegend die trockenen Miombowälder und andere baumbestandene Gebiete.

## Lebensweise
Diese Primaten sind nachtaktive Baumbewohner, die sich vorwiegend vierbeinig durch das Geäst fortbewegen und im Gegensatz zu vielen anderen Galagos kaum springen. Über das Sozialverhalten ist wenig bekannt, die Tiere begeben sich allein auf Nahrungssuche. Die Nahrung besteht aus Früchten, Baumsäften und Insekten, die Zusammensetzung der Nahrung variiert aber nach Region und Jahreszeit.

## Gefährdung
Silberne Riesengalagos sind weit verbreitet und häufig, es sind keine akuten Bedrohungen bekannt. Die IUCN, die sie als Unterart der Großohr-Riesengalagos betrachtet, listet sie als „nicht gefährdet“ (least concern).